# Língua pucobié-gavião
Pykobjê, também conhecida como Gavião-Pykobjê) Pykobjê-Gavião, Gavião, Pyhcopji, or Gavião-Pyhcopji:11) é um dialeto da língua timbira,  falada pelo povo Gavião-Pukobiê, que vive na Terra Indígena Governador, no município de Amarante, no Maranhão.
A língua timbira pertence ao grupo Jê Setentrional do tronco macro-jê.
É um dialeto próximo do dialeto Krikati. 
Ainda há controvérsia se os dialetos da língua timbira são de fato dialetos (um continuum dialetal) ou podem ser reconhecidos como línguas aparentadas.